# Dauchingen
Dauchingen é um município da Alemanha, no distrito de Schwarzwald-Baar, na região administrativa de Freiburg, estado de Baden-Württemberg.